# Priscilla (film)
Priscilla is een Amerikaanse biografische film uit 2023, geregisseerd, geschreven en mede geproduceerd door Sofia Coppola, gebaseerd op de memoires Elvis and Me van Priscilla Presley uit 1985.

## Verhaal
De film vertelt over het leven van Priscilla samen met Elvis Presley.

## Rolverdeling
| Acteur                  | Personage              |
| ----------------------- | ---------------------- |
| Cailee Spaeny           | Priscilla Presley      |
| Jacob Elordi            | Elvis Presley          |
| Dagmara Dominczyk       |                        |
| Dan Abramovici          | Jerry Schilling        |
| Rodrigo Fernandez-Stoll | Alan 'Hog Ears' Fortas |
| Jorja Cadence           | Patsy Presley          |

## Productie
Op 12 september 2022 werd aangekondigd dat Sofia Coppola een film zou regisseren naar Priscilla Presley's memoires Elvis and Me, met Jacob Elordi als Elvis Presley en Cailee Spaeny als Priscilla Presley.
De filmopnames begonnen op 24 oktober 2022 in Toronto, Canada en werden begin december afgerond.

### Release
Priscilla ging op 4 september 2023 in première in de officiële competitie van het Filmfestival van Venetië.

## Prijzen en nominaties
De belangrijkste:
| Jaar | Prijs                    | Categorie                         | Genomineerde(n) | Uitslag     |
| ---- | ------------------------ | --------------------------------- | --------------- | ----------- |
| 2024 | Golden Globe             | Beste actrice in een film – drama | Cailee Spaeny   | Genomineerd |
| 2023 | Filmfestival van Venetië | Gouden Leeuw                      | Sofia Coppola   | Genomineerd |